# Euxoa filipijevi
Euxoa filipijevi là một loài bướm đêm trong họ Noctuidae.